# Karta wirtualna
Karta wirtualna (ang. virtual card) – karta płatnicza istniejąca jedynie w postaci zapisu w systemie komputerowym banku, przeznaczona do realizacji płatności drogą elektroniczną na zamówienie pocztowe albo telefoniczne (ang. MOTO – Mail Order & Telephone Order). Klient może otrzymać kartę z numerem, ale nie może z niej korzystać przy płatnościach bezpośrednio w punktach sprzedaży (POS) ani w bankomatach.
Karta wirtualna jak każda inna karta płatnicza posiada numer, datę ważności i kod CVC2/CVV2. Jednak karta wirtualna nie występuje w formie fizycznej.
Transakcje dokonywane kartą wirtualną chronione są kodem (CVC2 lub CVV2), a transmisja danych zabezpieczana jest protokołem SSL. Autoryzacja transakcji odbywa się w trybie online, a klient może uzyskać dodatkowe potwierdzenie operacji.
Korzystanie z karty wirtualnej zbliżone jest do karty przedpłaconej, tj. można dokonywać transakcji tylko środkami, które wcześniej przelano na rachunek karty.